# 技能五輪全国大会
技能五輪全国大会（ぎのうごりんぜんこくたいかい）は、青年技能者の技能レベルの日本一を競う競技大会である。青年技能者技能競技大会（せいねんぎのうしゃぎのうきょうぎたいかい）とも呼ばれる。

## 目的
技能五輪全国大会の目的は、青年に対して技能者としての努力目標を与えること、および、大会の開催地域の若者 に対して優れた技能に触れる機会を提供することにより、技能の重要性、必要性をアピールし、 技能尊重の機運の醸成を図ることである。

## 開催
原則として毎年11月に開催される。国際技能競技大会（通称：技能五輪国際大会）は2年毎に開催されるが、国際大会開催の前年の全国大会は、 国際大会への派遣選手選考会（国際技能競技大会予選）をかねている。
1963年（昭和38年）5月に東京都で初めて開催され、第28回大会までは、 東京都または千葉県内を主会場として中央職業能力開発協会の主催により実施されていた。1991年（平成3年）の第29回大会以降は日本全国の会場で開催されるようになり、原則的には中央職業能力開発協会と開催都道府県との共催（地方開催方式）による実施となっている。

## 選手選考
技能五輪全国大会に出場する選手は、満年齢23歳以下（メカトロニクスおよび情報ネットワーク施工職種は、満24歳以下）の日本国籍を有する者で、過去の技能五輪国際大会で同一職種の競技に参加したことがなく、かつ、次のいずれかに該当することにより、都道府県職業能力開発協会から中央職業能力開発協会に推薦された者である。
- 技能五輪全国大会地方予選（技能五輪地方大会とも呼ばれる。）で優秀な成績を収めた者
- 地方予選で競技が実施されない職種においては、優秀な技能を有する者

## 競技職種
46職種（ただし、年度によって実施されない職種がある）
| - 機械組立て - 抜き型 - 精密機器組立て - メカトロニクス - 機械製図 - 旋盤 - フライス盤 - 構造物鉄工 - 電気溶接 - 木型 - タイル張り - 自動車板金 - 曲げ板金 - 配管 - 電子機器組立て | - 電工 - 工場電気設備 - 石工 - 広告美術 - 左官 - 家具 - 建具 - 建築大工 - 貴金属装身具 - フラワー装飾 - 美容 - 理容 - 洋裁 - 洋菓子製造 - 自動車工 | - 西洋料理 - 造園 - 和裁 - 日本料理 - れんが積み - レストランサービス - 時計修理(※) - 車体塗装 - 冷凍技術 - ITPCネットワークサポート - グラフィックデザイン - 情報技術 - 情報ネットワーク施工 - アニメーター - 製造チームチャレンジ - ウェブデザイン |

※ 「時計修理」は1987年の実施を最後に大会から除外されていたが、2014年のあいち大会から公式に競技種目に再選定された。